# Coriophora shihi
Coriophora shihi is een slakkensoort uit de familie van de Triphoridae. De wetenschappelijke naam van de soort is voor het eerst geldig gepubliceerd in 2005 door Chang & Wu.